# Isa Miranda
Isa Miranda, urspurungligen Inés Isabella Sampietro, född 5 juli 1905 i Milano, död 8 juli 1982 i Rom, var en italiensk skådespelerska.
Hon arbetade som kontorist och modell men tog sedan lektioner i skådespeleri vid akademin i Milano. Hon hade småroller i film när hon valdes av regissören Max Ophüls att spela huvudrollen i Lidelse 1934. Hon medverkade sedan i många italienska men även tyska, franska, brittiska och amerikanska filmer. Hon belönades med priset som bästa kvinnliga skådespelare vid filmfestivalen i Cannes 1949 för Farlig hamn.
Miranda, som var en av 1930-talets vackraste och internationellt mest populära skådespelerskor, var även en respekterad poet, novellförfattare och målare.
Under 1960-talet medverkade hon i flera brittiska TV-filmer.

## Filmografi i urval
- 1934 – Lidelse
- 1937 – Una Donna fra Due Mondi
- 1939 – Hotel Imperial
- 1949 – Farlig hamn
- 1950 – Kärlekens hus
- 1955 – Sommarens dårskap
- 1964 – Den gula Rolls-Roycen
- 1970 – Dorian Gray
- 1974 – Nattportieren